# 스브스 (프로게이머)
스브스(본명: 배지훈, 1992년 7월 2일 ~ )는 대한민국의 리그 오브 레전드 프로게이머 출신 e스포츠 지도자이다. 선수 시절 아이디는 SBS를 사용했다. 현역 시절 포지션은 AD 캐리였다.

## 선수 시절
2012년 2월 2일, 제닉스 스톰에서 프로 선수 커리어를 시작했다. 스브스는 입단 이후 출전한 리그 오브 레전드 더 챔피언스 스프링 2012에서 팀의 4강 진출에 기여했다.
2012년 11월에는 팀 OP로 소속팀을 옮겼다. 2013년, 팀 OP 연합팀 소속으로 LoL 클럽 마스터즈 2013 준우승에 기여했다.
2013년 6월 3일에는 MiG 위크드에 입단했다. 하지만 같은해 6월 30일에 팀을 퇴단했다.

## 지도자 생활
프로게이머 은퇴 이후 군을 제대했다. 2019년 5월 28일 리그 오브 레전드 챌린저스 코리아의 팀 다이나믹스 코치로 영입되었다. 
2020 서머 시즌 팀의 챔피언스 승격에 공헌하였으며 이와 같은 공로로 팀의 2020년 6월 2일에 감독으로 승격되었다. 2021년에는 스프링 시즌과 서머 시즌 모두 팀을 포스트시즌에 진출시키는데 기여했다. 하지만 2022시즌을 앞두고 전력보강이 되었음에도 2022 스프링 시즌에서는 포스트시즌 진출에 실패했다. 이에 스브스는 스프링 시즌 종료 이후 감독직에서 사임했다.

## 여담
스브스는 현역 시절 그레이브즈를 능숙하게 다루면서 '그레이브스브스'라는 별명을 얻기도 했다.

## 소속팀

### 선수
| # | 팀명        | 소속 기간               | 소속 리그 | 비고 |
| - | ----------- | ----------------------- | --------- | ---- |
| 1 | 제닉스 스톰 | 2012.02.02 ~ 2012.11.12 | LCK       |      |
| 2 | 팀 OP       | 2012.11.12 ~ 2013.01    | LCK       |      |
| 3 | MiG 위크드  | 2013.06.03 ~ 2013.06.20 | LCK       |      |

### 코칭스태프
| # | 팀명          | 직책 | 소속 기간               | 소속 리그 | 비고 |
| - | ------------- | ---- | ----------------------- | --------- | ---- |
| 1 | 팀 다이나믹스 | 코치 | 2019.05.28 ~ 2020.06.02 | CK        |      |
| 2 | 팀 다이나믹스 | 감독 | 2020.06.02 ~ 2022.04.06 | LCK       |      |

## 수상 내역

### 선수
- OGN LoL 클럽 마스터즈 2013 준우승

### 지도자
- 제닉스 리그 오브 레전드 챌린저스 코리아 서머 2019 우승
- 리그 오브 레전드 챌린저스 코리아 스프링 2020 준우승
- 2020 LoL KeSPA컵 울산 준우승